# Deutsche Fußballnationalmannschaft (U-23-Männer)
Die deutsche U23-Fußballnationalmannschaft war eine Auswahlmannschaft deutscher Fußballspieler, die dem Deutschen Fußball-Bund (DFB) untergeordnet war und ihn international auf U-23-Ebene repräsentierte; etwa in Freundschaftsspielen gegen die Auswahlmannschaften anderer nationaler Verbände, aber auch bei den Europameisterschaften der Jahre 1972 und 1974 des europäischen Kontinentalverbandes UEFA.
Spielberechtigt waren Spieler, die ihr 23. Lebensjahr noch nicht vollendet hatten und die deutsche Staatsangehörigkeit besaßen. Bei Turnieren war das Alter beim ersten Qualifikationsspiel maßgeblich.

## Geschichte

### Start in der Oberliga-Ära, 1955 bis 1963
Juniorenspiele internationalen Charakters gab es seit den 1950er Jahren. Zuerst liefen sie unter mannigfachen Bezeichnungen (z. B. Fohlenspiele) und erst allmählich fanden diese Spiele Eingang in den offiziellen internationalen Spielverkehr. Teilnahmeberechtigt waren solche Spieler, die am 1. September des Spieljahres noch nicht 23 Jahre alt waren. Eine Neuregelung galt für die Europameisterschaften "Unter 23". Wer für das erste Spiel spielberechtigt war, konnte bis zum Schluss des über zwei Jahre laufenden Wettbewerbs eingesetzt werden. Der DFB führt seit 1974 keine Juniorenländerspiele "Unter 23" mehr durch und ersetzte das Team "U-23" durch die neue "U-21", die auch im internationalen Spielbetrieb die Europameisterschaft "U-23" ablöste. "U-21"-Länderspiele im DFB gibt es seit dem 10. Oktober 1979, mit dem ersten Spiel das die deutsche Auswahl mit 0:1 in Toruń gegen die "U-21"-Auswahl Polens verlor.
Das erste U-23-Länderspiel fand am 25. Juni 1955 am Bornheimer Hang in Frankfurt am Main statt und endete mit einem 3:3-Unentschieden gegen die U-23-Auswahl Jugoslawiens. Das Aufgebot:
Manfred Orzessek – Werner Vigna, Hans Eder (Gerhard Faller) – Günter Rehbein, Rudolf Hoffmann, Werner Mayer – Walter Dächert, Engelbert Kraus, Berthold Buchenau, Ernst Wade (Vitus Sauer), Jürgen Sanmann
Die Tore für die deutsche Junioren-Auswahl – sie setzte sich aus der Oberliga West (Orzessek von Schalke 04 und Vigna von Fortuna Düsseldorf); der Oberliga Süd (Hoffmann von Viktoria Aschaffenburg, Buchenau und Mayer vom FSV Frankfurt; Kraus und Wade von Kickers Offenbach; der Oberliga Südwest (Rehbein von Eintracht Kreuznach, Faller und Dächert von Phönix Ludwigshafen); der Stadtliga Berlin (Eder von Union 06 Berlin) und den zwei Spielern aus dem Amateurlager, Sauer von SV Mainz-Gonsenheim und Sanmann von Concordia aus Hamburg, zusammen – in dem von Schiedsrichter Louis Fauquemberghe aus Frankreich geleiteten Spiel erzielten Kraus (2) und Sanmann.
Die deutsche Fußballnationalmannschaft hatte mit Bundestrainer Sepp Herberger am 4. Juli 1954 in Bern durch einen 3:2-Erfolg gegen Ungarn zwar die Fußballweltmeisterschaft 1954 gewonnen, aber ein Jahr danach schuf der DFB durch die Installierung der Juniorennationalmannschaft U 23 ein neues Sprungbrett für talentierte Nachwuchsfußballer, die sich unterhalb der A-Mannschaft international bewähren sollten. Es war nach der B-Nationalmannschaft – Debüt am 14. April 1951 – und der Amateurnationalmannschaft – Debüt am 14. Mai 1952 – die dritte DFB-Auswahl, welche als "Ausbildungsweg" und Unterbau für die A-Nationalmannschaft geschaffen wurde. Durch den sportlichen Einbruch des amtierenden Fußballweltmeisters – in dem Zeitraum 26. September 1954 (Brüssel, 0:2-Niederlage gegen Belgien) bis 25. November 1956 (Dublin, 0:3-Niederlage gegen Irland) erlitt die deutsche A-Nationalmannschaft in 17 Länderspielen 12 Niederlagen – war aber eine intensive, zeitliche und personelle Aufbauarbeit in Bezug auf das Nachwuchsteam U 23 innerhalb des DFB in den nächsten eineinhalb Jahren nicht gegeben. Das zweite Länderspiel der Junioren U 23 fand erst am 19. Dezember 1956 in Lüttich gegen Belgien statt. Kein Spieler aus dem Debütspiel vom 25. Juni 1955 in Frankfurt gegen Jugoslawien gehörte dabei dem Kader an. Beim 3:2-Erfolg in Lüttich debütierten aber die späteren A-Nationalspieler Hans Tilkowski, Walter Zastrau, Alfred Pyka, Rolf Geiger, Aki Schmidt und Helmut Kapitulski und damit wurde die Elf dem erhofften Anspruch gerecht, zur Sichtung und Förderung der A-Nationalmannschaft beizutragen.
In der Saison 1957/58 fanden je zwei B-Länderspiele wie auch U 23-Länderspiele zur breiten Sichtung vor der Weltmeisterschaft 1958 in Schweden statt. Zuerst wurde am 21. Dezember 1957 ein Doppelspieltag der Nachwuchsmannschaften, jeweils gegen Ungarn, ausgetragen. Die B-Elf trat in Budapest mit Torhüter Günter Sawitzki und den Angreifern Engelbert Kraus, Richard Kreß, Ulrich Biesinger und Michael Pfeiffer an und erreichte ein 2:2-Unentschieden. Mit dem zweifachen Torschützen Willi Koslowski reichte es in Braunschweig für die Junioren ebenfalls zu einem Unentschieden, die Partie endete 3:3. Mit den drei Angriffsspitzen Koslowski, Uwe Seeler und Hans Cieslarczyk gewann die U 23 am 26. Februar 1958 in Wuppertal mit 4:1 Toren gegen Belgien. Das zweite Länderspiel der B-Elf dagegen, am 1. Mai 1958 in Luxemburg gegen die Auswahl des Großherzogtums, brachte Bundestrainer Herberger mit einer 1:4-Niederlage eine peinliche Schlappe ein. Dies trotz der DFB-Internationalen Sawitzki, Zastrau, Karl Mai, Rudi Hoffmann, Kreß, Pfeiffer, Biesinger und Willi Schröder. Im 18er-Aufgebot für das WM-Turnier in Schweden hatten die Spieler Hans Cieslarczyk, Aki Schmidt, Uwe Seeler und Hans Sturm Spieleinsätze in der Juniorennationalmannschaft vorzuweisen, bei den vier auf Abruf bereitstehenden Spielern, traf dies ebenfalls bei Rudolf Hoffmann und Hermann Nuber zu.
Im Spieljahr der Fußball-Weltmeisterschaft 1962 in Chile wurden drei U-23-Länderspiele ausgetragen. Beim 1:0-Erfolg am 20. September 1961 in Odense gegen Dänemark debütierten im DFB-Nachwuchsteam mit Josef Piontek, Jürgen Kurbjuhn und Lothar Ulsaß drei spätere A-Nationalspieler. Im Frühjahr 1961 war dies bereits den Talenten Günter Bernard, Helmut Haller, Jürgen Schütz und Jürgen Sundermann gelungen. Beim 5:0-Erfolg am 8. Oktober 1961 in Gelsenkirchen gegen Polen startete die internationale Blitzkarriere des WM-Torhüters der Turniertage in Chile, des Ulmer Zweitligaspielers Wolfgang Fahrian. Aber auch die Mannschaftskameraden Stefan Reisch, Karl-Heinz Thielen und Werner Krämer wurden später A-Nationalspieler. Aus der Formation des dritten Länderspiels, am 6. Mai 1962 in Aachen gegen Frankreich, wurde Horst Trimhold am 30. September 1962 und Bernd Patzke erstmals am 13. März 1965 in die A-Elf berufen. Von den Debütanten der Jahre 1961 und 1962 in der Juniorenländerelf gehörten dem WM-Kader 1962 in Chile die drei Spieler Wolfgang Fahrian, Helmut Haller und Jürgen Kurbjuhn an.
Die Saison 1962/63 stand unter dem Zeichen der Neueinführung einer zentralen Leistungsklasse im Bereich des DFB, der Fußball-Bundesliga ab der Saison 1963/64. Im letzten Jahr des alten erstklassigen Oberligasystems mit den Staffeln der Fußball-Oberliga Süd, Südwest, West, Nord und der Stadtliga Berlin wurde lediglich am 24. Oktober 1962 in Lyon ein Juniorenländerspiel gegen Frankreich ausgetragen. Mit Rudolf Brunnenmeier debütierte der Torjäger von TSV München 1860, Thielen und Trimhold absolvierten ihr zweites Juniorenländerspiel. Die weiteren Mitspieler Horst Kirsch, Werner Walter, Friedel Rausch, Matthias Hemmersbach, Hans Eisele, Theo Hoffmann, Werner Ipta, Manfred Greif und Rolf Kahn konnten sich in den nächsten Runden nicht in den Kader der A-Nationalmannschaft spielen.
Vom 25. Juni 1955 bis 24. Oktober 1962 hatte der DFB mit seiner Junioren-Auswahl U 23 16 Länderspiele durchgeführt. Die B-Nationalmannschaft pausierte gar gänzlich von 1960 bis 1964. Bundestrainer Herberger setzte bei der Sichtung mehr auf seine Trainingskurse, Spiele mit diversen DFB-Auswahlmannschaften gegen Vereinsteams, die Repräsentativspiele der Regionalauswahlen und hielt daneben immer über Jahre an einem Kern von Leistungsträgern in der Nationalmannschaft fest. Die Juniorenauswahl wie auch die B-Elf liefen in der "zweiten Reihe".

### Im Zeichen der Fußball-Bundesliga, 1963 bis 1973
Das erste Länderspiel der U 23-Junioren im Zeichen der Fußball-Bundesliga, fand am 25. September 1963 im Karlsruher Wildparkstadion gegen Bulgarien statt. In der neuen eingleisigen Leistungsklasse mit 16 Vereinen waren fünf Spieltage absolviert und der 1. FC Köln und der FC Schalke 04 führten mit jeweils 9:1 Punkten, vor dem 1. FC Nürnberg mit 8:2 und dem Hamburger SV mit 7:3 Punkten, die Tabelle an. Neben den Akteuren aus der Bundesliga – Manfred Manglitz, Josef Piontek, Hans-Jürgen Becher, Rudi Entenmann, Hans-Dieter Diehl, Peter Kaack, Wilhelm Sturm, Alfred Heiß, Hans Rebele, Rudolf Brunnenmeier, Diethelm Ferner – waren vom DFB auch noch die zwei Regionalligaspieler Gerhard Elfert vom SV Arminia Hannover und Werner Görts von Bayer 04 Leverkusen nominiert worden. Da die A-Nationalmannschaft ihr 289. Länderspiel am 28. September in Frankfurt gegen die Türkei absolvierte, debütierten bei Bundestrainer Herberger mit Werner Krämer, Reinhard Libuda und Wolfgang Overath drei der herausragenden Talente direkt in der A-Elf. In den noch drei weiteren ausgetragenen Spielen 1963/64 gegen England (27. November 1963; 1:4), Türkei (4. März 1964; 1:2) und am 29. April 1964 in Karlsbad gegen die Tschechoslowakei (1:0) konnten insbesondere die Talente Horst-Dieter Höttges, Klaus Gerwien, Hartmut Heidemann und Günter Netzer auf sich aufmerksam machen. In der Saison 1964/65 trug der DFB nur ein U-23-Länderspiel aus. Am 25. Mai 1965 wurde England mit 1:0 in Freiburg besiegt. Die Spieler Volker Danner, Holger Dieckmann, Theodor Redder, Ludwig Müller, Hans Reich, Dieter Kurrat, Horst Gecks, Hans Schulz, Sigfried Held, Hannes Löhr und Horst Wild konnten damit die zwei deutlichen 1:4-Niederlagen gegen die englischen Profis vom 15. März 1961 und 27. November 1963 im Ansatz wettmachen. Im Weltmeisterschaftsjahr 1965/66 konzentrierte sich Bundestrainer Helmut Schön ganz auf die A-Nationalmannschaft und der DFB führte kein Juniorenländerspiel durch.
Ab der Saison 1966/67 standen wieder Juniorenländerspiele im Terminplan des DFB. In den drei Begegnungen gegen die Türkei (3:0), Rumänien (1:1) und die Tschechoslowakei (3:1) debütierten mit Norbert Nigbur, Berti Vogts, Klaus Fichtel, Michael Bella, Willi Neuberger, Heinz Flohe, Horst Köppel, Bernd Dörfel, Rudolf Nafziger, Herbert Wimmer, Jupp Heynckes und Gerd Müller gleich ein Dutzend herausragende Talente in der U-23-Auswahl. Dieses vorhandene Reservoir und die Qualifikationsspiele der A-Nationalmannschaft, einmal im Jahr 1967 für die Europameisterschaft 1968 und zum zweiten 1968/69 zur Weltmeisterschaft 1970 in Mexiko, veranlassten den DFB wieder zur Rückführung der Juniorentermine. Waren es noch 1967/68 gegen Rumänien und England zwei Länderspiele der U-23-Elf, so wurden 1968/69 und 1969/70 nur jeweils ein Länderspiel mit dieser Nachwuchs-Nationalmannschaft durchgeführt. Das Augenmerk wurde erst wieder in der Saison 1970/71 auf die U-23 gerichtet: Der DFB nahm mit der Juniorenmannschaft am Wettbewerb um die Europameisterschaft 1972 teil und hatte deshalb gegen Albanien, Polen und die Türkei Qualifikationsspiele auszutragen.

Durch die ab dem Frühjahr 1970 in Personalunion betreuten zwei DFB-Teams der Amateurnationalmannschaft und der U-23-Elf in Gestalt von DFB-Trainer Jupp Derwall, kam es am 18. Oktober 1970 zu der Besonderheit, dass der 2:0-Auswärtserfolg in Ankara gegen die Türkei in der EM-Qualifikationsgruppe 8 des Juniorenwettbewerbs in der Statistik des DFB als Spiel der Amateurnationalmannschaft geführt wird, und nicht in der Spielfolge der Juniorenländerspiele der U 23 notiert wird. Am 14. Oktober verlor die U-23 noch ein Spiel in Leicester mit 1:3 Toren gegen England und vier Tage später trat die komplette Amateurnationalmannschaft – Bradler, Semlitsch (Slodczyk), Hollmann, Haebermann, Egon Schmitt, Hoeneß, Beichle, Edgar Schneider (Hammes), Nickel, Kalb, Stegmayer – in Ankara an und gewann nach Toren von Friedhelm Haebermann und Georg Beichle mit 2:0 Toren. Im Februar (16.), April (24.) und Juni (11.) 1971 wurden drei weitere EM-Qualifikationsspiele ausgetragen. Die Junioren gewannen zwar alle drei Spiele gegen Albanien (2:0), Türkei (3:0) und auch das Rückspiel in Heilbronn vor 9.000 Zuschauern gegen die "Skipetaren" nach Toren von Uli Hoeneß und Arno Steffenhagen mit 2:0, aber im Kicker wurden deutliche Defizite angesprochen. Chefredakteur und Ex-Nationalspieler Hans Fiederer formulierte nach dem Heilbronner Spiel seine Kritik und Forderung mit folgenden Worten:

„Wir müssen deshalb erneut fordern: DFB, behandle die Junioren nicht wie Stiefkinder! Aus diesem Kreis sollen doch die Kräfte nachwachsen, die den Sprung in die A-Elf schaffen. Von 13 Kandidaten drängte sich keiner auf. Man muß den Kreis der jungen Talente öfters zu Lehrgängen zusammenrufen. Der sträflich vernachlässigte Nachwuchs muß immer wieder belastet werden. Mehr Länderspiele für die Zwanzigjährigen!“

Kicker-Redakteur Heinz Wiskow beklagte auf Seite 46 massiv die Vorbereitung der Juniorenauswahl durch den DFB und stellte die Frage, "hat einer der größten Fußballverbände der Welt nicht genügend Geld, um sich so viele Trainer leisten zu können, wie er benötigt?" Hintergrund war die Doppelbetreuung der Amateurnationalmannschaft und der U-23-Elf durch DFB-Trainer Jupp Derwall. Derwall war verantwortlich tätig am 21. April in Vettel beim Länderspiel der DFB-Amateure gegen Frankreich, trat am 24. April in Heilbronn mit der U-23-Elf gegen die Türkei an und flog umgehend nach Tunis, da dort am 25. April das zweite Länderspiel der Amateurnationalmannschaft gegen Tunis stattfand. Ausreichende Zeit für eine gezielte Spielvorbereitung in spielerischer und taktischer Hinsicht oder gar ein Einspielen des fast ständig wechselnden Personals, war unter diesen Umständen nicht möglich.
Die abschließenden zwei Gruppenspiele wurden am 9. Oktober in Łódź und am 16. November 1971 in Bremen gegen Polen ausgetragen. Der deutsche Nachwuchs setzte sich knapp mit 1:1 im Hinspiel und durch das späte Tor von Mittelstürmer Werner Weist in der 84. Minute im Rückspiel mit 1:0 durch, überzeugte aber nicht. Mit der glänzenden Bilanz von 11:1 Toren und 11:1 Punkten zog die U-23 in das EM-Viertelfinale ein. Gegner war im April und Mai 1972 die Sowjetunion, welche zuvor Spanien (2:1/1:1) ausgeschaltet hatte. Wiederum klappte es nicht mit einer zeitlich und inhaltlich angemessenen Vorbereitung. Als "Notlösung" mussten am 25. April vor dem schweren Hinspiel in Jerewan zwei Trainingsspiele an einem Tag herhalten: am Vormittag verloren die Junioren im Frankfurter Waldstadion mit 1:2 Toren nach zweimal 30 Minuten gegen die A-Elf, die sich vor ihrem EM-Viertelfinalspiel gegen England in London vorbereitete und am Nachmittag wurde ein Testspiel am Bornheimer Hang gegen den FSV Frankfurt (2:) ausgetragen. Vor 25.000 Zuschauern versuchte Trainer Derwall in Jerewan mit einem Vierermittelfeld der Mannschaft um Starstürmer Oleh Blochin die Räume zu einem erfolgreichen Offensivspiel zuzumachen. Dies gelang aber nur in der ersten Halbzeit. Nach dem torlosen Unentschieden am 11. Mai 1972 in Duisburg vor 24.000 Zuschauern, war die Europameisterschaft für die DFB-Junioren beendet. Die ohne Breitner, Flohe und Hoeneß angetretene DFB-Nachwuchself konnte mit dem Mittelfeld Reiner Hollmann, Hermann Bitz und Horst Köppel nicht die gut organisierte Defensive der sowjetischen Mannschaft überwinden. Die Sowjetunion setzte sich im Halbfinale gegen Bulgarien durch und scheiterte erst im Finalrückspiel am 30. Juni in Ostrava an dem Nachwuchs aus der Tschechoslowakei.
Das letzte von 42 Länderspielen der U-23-Nationalmannschaft fand am 21. November 1973 in Warschau statt und endete mit einem 0:0-Unentschieden gegen Polen. Es war das Rückspiel in der EM-Qualifikation, wo das Hinspiel am 5. September in Essen mit 2:3 Toren – nach einer 2:0-Führung – verloren wurde und die DFB-Elf deshalb nach dem Remis im Legia-Stadion vor 12.000 Zuschauern in Warschau in der Qualifikation gescheitert war. Für Deutschland, die von DFB-Trainer Jupp Derwall betreute Mannschaft um Spielführer Heinz Flohe war ohne Harald Konopka, Hermann Bitz, Dieter Herzog, Hans Walitza und Ronald Worm angetreten, spielten:
Norbert Nigbur – Rainer Bonhof, Gerd Zimmermann, Bernhard Cullmann, Herbert Hein – Dietmar Danner, Heinz Flohe, Uli Hoeneß, Christian Kulik – Reiner Geye (Gerd Schildt), Willi Reimann

Schiedsrichter der Begegnung war Mladenovic aus Jugoslawien. Der Kicker fasste fünf Tage danach zusammen:

„Das Fazit einer verpaßten Qualifikation für den DFB: Der – schon teilweise integrierte – Nachwuchs hat in Warschau gegen die halbe A-Nationalmannschaft Polens überzeugt; der Leichtsinn in Essen hat jedoch eine Chance zerstört, vor der WM weitere ernsthafte Prüfungsmöglichkeiten für den einen oder anderen (Zimmermann, Nigbur, Danner) wenn nicht direkt in der A-Mannschaft zu erhalten.“

Am Wettbewerb um die Europameisterschaft 1976 nahm der DFB nicht mehr teil. Er führte seit 1974 keine Juniorenländerspiele U 23 mehr durch und ersetzte das Team durch die neue U-21, die aber erst im Jahr 1979 den Spielbetrieb aufnahm.

## Statistik
- Von den 42 Länderspielen (gegen 15 Auswahlmannschaften, am häufigsten (6-mal) gegen England und Polen) wurden 19 gewonnen, 12 endeten unentschieden und 11 gingen verloren; das Torverhältnis lautet 77:51.

- 261 Spieler kamen zum Einsatz (am häufigsten Horst Köppel – neunmal)
- 050 Spieler erzielten ein oder mehr Tore (am häufigsten traf Willi Reimann – fünfmal)

- 022 Spieler stellte der FC Schalke 04 – vor dem MSV Duisburg (17) und dem 1. FC Köln (15)
- 047 Berufungen vom FC Schalke 04 – vor Borussia Mönchengladbach (41) und dem 1. FC Köln (39)

Eine komplette Liste der eingesetzten Spieler ist unter Liste der deutschen U23-Fußballnationalspieler zu finden.